# Euryarthrum hastigerum
Euryarthrum hastigerum är en skalbaggsart som beskrevs av Holzschuh 2008. Euryarthrum hastigerum ingår i släktet Euryarthrum och familjen långhorningar. Inga underarter finns listade i Catalogue of Life.